# Cherry Creek (hrabstwo Chautauqua)
Cherry Creek – wieś w Stanach Zjednoczonych, w stanie Nowy Jork, w hrabstwie Chautauqua.